# امبهادر
امبهادر (به انگلیسی: Ambhader) یک روستا در پاکستان است که در شهرستان چهارسده واقع شده‌است.